# Manoir de la Cour (Saint-Martin-le-Hébert)
Pour les articles homonymes, voir Manoir de la Cour.
Le manoir de la Cour est une ancienne demeure fortifiée, du XIVe siècle, qui se dresse sur le territoire de l'ancienne commune française de Saint-Martin-le-Hébert, dans le département de la Manche, en région Normandie. L'édifice est totalement protégé au titre des monuments historiques.

## Localisation
Le manoir est situé à 200 mètres à l'est de l'église Saint-Martin de Saint-Martin-le-Hébert au sein de la commune nouvelle de Bricquebec-en-Cotentin, dans le département français de la Manche.

## Historique
Le manoir, typique de l'architecture défensive, est édifié au XIVe siècle, par Jean d'Orglandes, seigneur de Saint-Martin-le-Hébert.
En 1610, Guillaume Plessard, fils de Richard Plessard, procureur du roi en la vicomté de Valognes entre en possession du manoir à la suite d'un échange avec Jacques d'Orglandes. En 1612, il épouse Catherine d'Orglandes, de la famille des anciens seigneurs du lieu. Guillaume modifie les bâtiments existants et en bâti de nouveaux dont un important colombier et le pavillon neuf, affirmant ainsi son autorité seigneuriale.

## Description
On accède au manoir par une porterie, jadis équipée d'un pont-levis, qui a été refaite au XVIIe siècle.
Inscrite dans un quadrilatère entouré de douves, La Cour, constitue un ensemble composite bâti entre les XVe et XVIIe siècles. Le logis se présente comme un bâtiment à deux étages. Il s'éclaire par des fenêtres à meneaux surmontées de frontons. Une salle basse occupe le rez-de-chaussée avec notamment un lavoir intérieur.
À droite, devant la porterie, un pont enjambe les douves.
Les jardins suspendus sont reliés entre eux par des escaliers en pierre.
Les châteaux de Saint-Martin-le-Hébert, de Chiffrevast, de Sotteville et de Crosville présentent une certaine analogie tant du point de vue architectural que décoratif, qui laisse penser que ces constructions « monumentales » appartiennent à une même école architecturale cotentinaise couvrant la fin du XVIe et le début du XVIIe siècle,.

## Protection
Au titre des monuments historiques :
- les façades et les toitures de l'ensemble des bâtiments sont classés par arrêté du 6 septembre 1954 ;
- les intérieurs de l'ensemble des bâtiments et leurs décors, en totalité ; la cour d'honneur ; les douves et les ponts reliant le logis au jardin ; le jardin en terrasses avec ses murs de soutènement, ses murs de clôture et ses escaliers ; les herbages situés autour des douves ; les avenues d'accès sont inscrits par arrêté du 30 avril 1993.